# Prosper-Louis d'Arenberg
Pour les autres membres de la famille, voir Maison d'Arenberg.
Prosper-Louis d'Arenberg (né le 28 avril 1785 au château d'Enghien et mort le 27 février 1861 au palais d'Egmont, Bruxelles), 7e duc d'Arenberg, est un gentilhomme, militaire et homme politique allemand des XVIIIe et XIXe siècles.

## Biographie
Prosper-Louis d'Arenberg est né en 1785 au château d'Enghien près de Bruxelles dans les Pays-Bas autrichiens. Il est chef de l'illustre famille allemande qui tire son nom d'Aremberg : un bourg avec un château, situé entre Cologne et Juliers. Le comté, depuis duché d'Arenberg, échoit en 1547, par mariage, à Jean de Barbançon de la maison de Ligne, auquel Charles Quint confère, en 1549, le titre de comte du Saint-Empire. Élevé au rang de principauté en 1576, le domaine d'Arenberg prend rang parmi les États germaniques. Le titre ducal date de 1644.
Plusieurs ancêtres du duc Prosper ont exercé de grands commandements militaires avec la dignité de feld-maréchal au service du Saint-Empire. Ils ont porté les titres de duc d'Aerschot et de Croÿ, enfin ils ont occupé de hautes fonctions en Belgique, comme conseiller, gouverneur du Hainaut, etc.
Après 1794, l'invasion de duché d'Arenberg par les troupes de l'armée révolutionnaire française), le père de Prosper, le duc Louis-Engelbert, est dépouillé de ses États par le traité de Lunéville qui réunit à la France les possessions de la maison d'Arenberg, situées sur la rive gauche du Rhin (1801). Il reçoit, à titre de dédommagement, le bailliage de Meppen et le comté de Recklinghausen. En 1803, le duc cède ses domaines restés indépendants à son fils aîné le prince Prosper, grand d'Espagne de première classe.
En septembre 1806, le prince Prosper lève en Belgique et équipe à ses frais un régiment de cavalerie appelé d'abord « chevau-légers belges du duc d'Arenberg ». À la tête de ce régiment dont il est colonel, le prince Prosper d'Arenberg prend part à la campagne de Prusse (1806). Au printemps 1807, ce régiment est envoyé avec le 3e régiment de hussards hollandais pour le service en Poméranie suédoise sous le maréchal Brune. En 1807, le duché d'Arenberg entre dans la confédération du Rhin. Le duc épouse en 1808 Stéphanie Tascher de La Pagerie, une nièce de l'impératrice des Français que l'empereur adopte et crée princesse impériale.
Devenu le 27e de chasseurs à cheval (mai 1808), le régiment se distingue dans la guerre d'Espagne. 
Cependant, Napoléon Ier enlève en 1810 à la maison d'Arenberg la souveraineté de ses États, réunis en partie à la France et en partie au grand-duché de Berg. 
Gravement blessé au combat d'Arrayo-Molinos le 28 octobre 1811, le duc est fait prisonnier de guerre, transféré en Angleterre et ne recouvre sa liberté qu'en 1814, à la chute de Napoléon. Il ne revient en Belgique qu'en 1814. 
À la suite du congrès de Vienne, le duché d'Arenberg passe presque entièrement sous la souveraineté du royaume de Hanovre, le reste est placé sous la souveraineté de celui de Prusse. Ce duché se composait de cinquante-quatre milles carrés en Allemagne et de 85 000 habitants. Toutefois de grands privilèges sont conférés au chef de la maison d'Arenberg, qui est nommé successivement membre héréditaire du collège des princes au parlement provincial de Westphalie (de), avec voix virile (27 mars 1824), membre héréditaire de la « première Chambre » (chambre haute) du royaume de Hanovre (6 août 1840), membre héréditaire de l'ordre des seigneurs de la diète réunie de Prusse (Chambre des seigneurs de Prusse, 3 février 1847). Il a également le droit d'entretenir une garde d'honneur.
Son mariage, resté stérile, est annulé dès 1816 et le duc épouse le 26 janvier 1819, la princesse Marie-Ludmille Rose de Lobkowitz, née le 15 mars 1798, dont il a sept enfants.
Son père étant mort en 1820 à Bruxelles, il devient duc d'Arenberg, duc d'Aerschot et de Croÿ, duc de Meppen et comte de Recklinghausen.

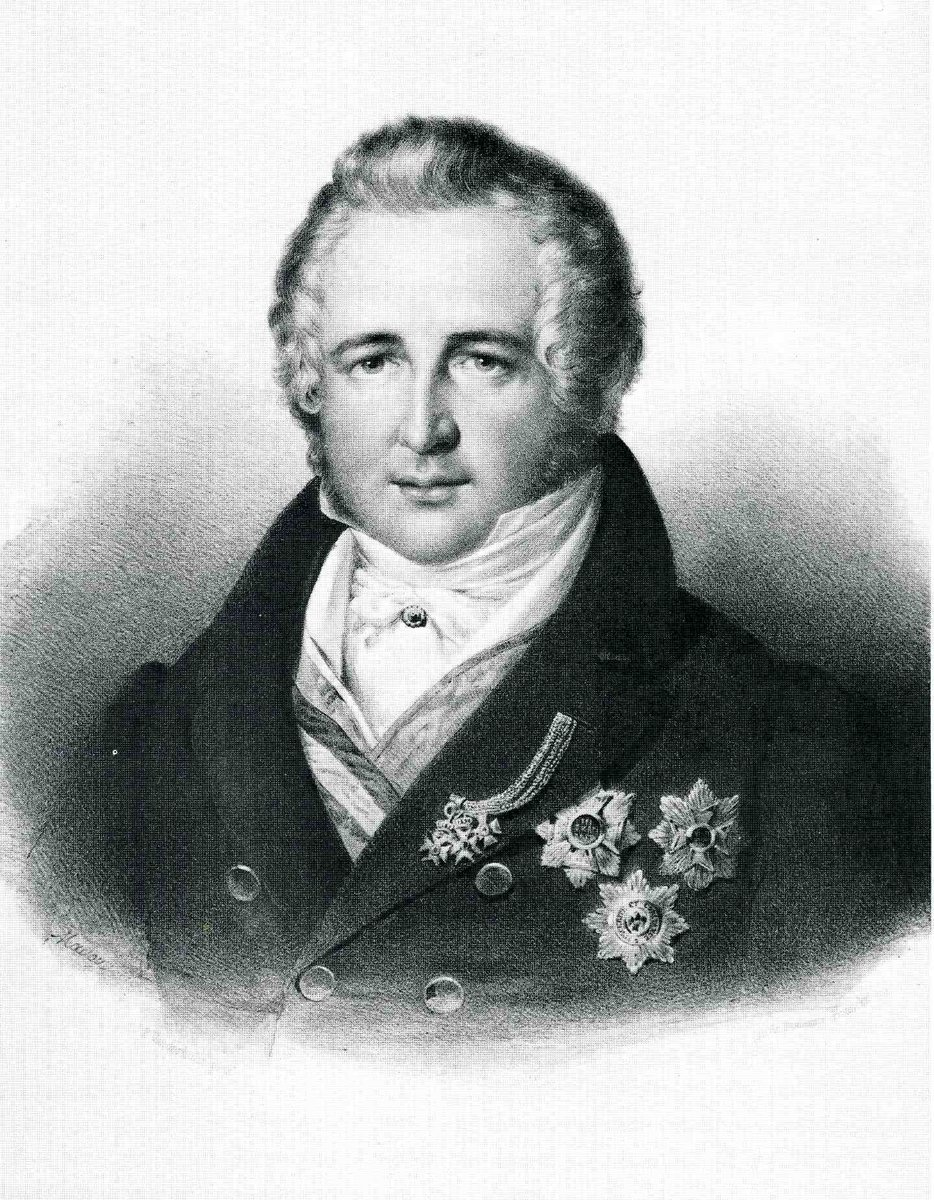
Duc Prosper-Louis d'Arenberg (1785-1861)

Le duc Prosper a de vastes propriétés en Belgique, en Allemagne, en France : il y donne l'exemple des améliorations agricoles et d'une charité aussi active que dévouée. Enfin son palais à Bruxelles est remarquable par sa riche galerie de tableaux, sa collection d'objets d'art, sa précieuse bibliothèque, ses serres et ses jardins.
En 1831, Prosper-Louis d'Arenberg est le candidat du Vatican à l'élection du roi des Belges.
L'hôpital de Recklinghausen porte son nom.

## Titres
- 7e prince et duc (allemand) d'Arenberg ;
- 13e duc d'Aerschot ;
- duc de Croÿ ;
- 2e duc de Meppen
2e prince et comte de Recklinghausen
- prince du Saint-Empire médiatisé ayant droit au prédicat d'altesse sérénissime (Durchlaucht, confirmé par la Confédération germanique le 13 août 1825) ;
- Grand d'Espagne de première classe ;

## Décorations
| Grand cordon de l'ordre de Léopold        | Ordre du Lion néerlandais       | Ordre de l'Aigle noir | Ordre de Saint-Hubert (Bavière) |
| Ordre au mérite de Saint-Michel (Bavière) | Officier de la Légion d'honneur |                       |                                 |

- Grand cordon de l'ordre de Léopold ( Royaume de Belgique, 29 novembre 1838) ;

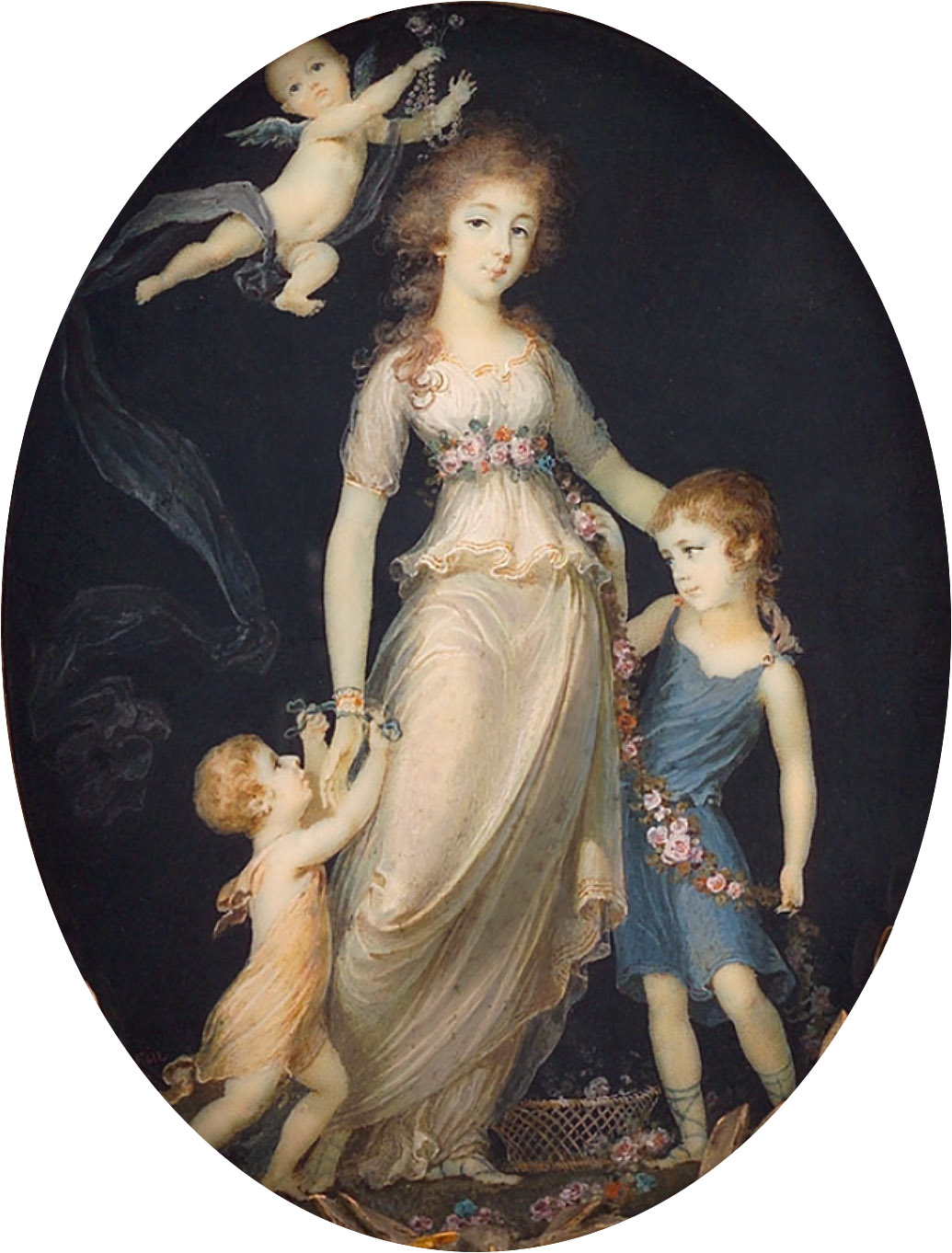
Les enfants du duc Louis-Engelbert d'Arenberg et de Pauline-Louise de Brancas (1755 † 1812) : Pierre d'Alcantara (1790-1877), 1er duc français d'Arenberg, Pauline (1774-1820), Prosper-Louis (1785-1861), 7e duc d'Arenberg. Miniature de 1791.

- Chevalier grand-croix de l'ordre du Lion néerlandais ( Royaume des Pays-Bas) ;
- Chevalier de l'ordre de l'Aigle noir ( Royaume de Prusse) ;
- Chevalier de l'ordre de Saint-Hubert ( Royaume de Bavière) ;
- Grand-croix de l'ordre militaire de Saint-Michel ( Royaume de Bavière) ;
- Officier de la Légion d'honneur[Quand ?] ( France) ;

## Vie familiale

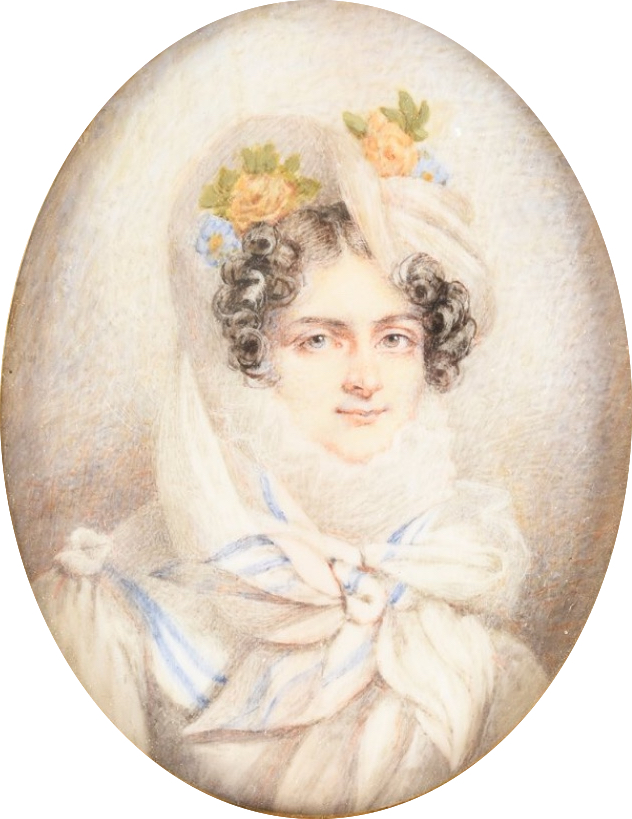
Portrait de son épouse, Stephanie de Tascher (1788-1832).

Prosper-Louis est un des fils de Louis-Engelbert d'Arenberg et de Pauline-Louise de Brancas (23 novembre 1755 † 10 août 1812 - 5 rue d'Antin, Paris), fille de Louis-Léon (1733 † 1824), 3e duc de Lauraguais (1755), 6e duc de Villars.
Il épouse, sur ordre de l'Empereur, le 1er février 1808 à Paris, Stéphanie Tascher de la Pagerie (1788 - Fort-Royal † 26 octobre 1832 - Paris), nièce de l'impératrice Joséphine élevée au rang de princesse française. Divorcés le 29 août 1816, ce mariage est annulé par jugement du tribunal civil du département de la Seine le 29 août 1816, par sentence de l'officialité de Paris le 27 mars 1817, enfin par bulle du pape Pie VII le 21 août 1818.
Il épouse, en secondes noces, le 26 janvier 1819, la princesse Ludmilla Lobkowicz (15 mars 1798 - Prague † 8 janvier 1868 - Bruxelles), dont il a :
Son frère, Pierre d'Alcantara-Charles (né le 2 octobre 1790), second fils du duc Louis-Engelbert, fut officier d'ordonnance de Napoléon Ier. Pendant la Restauration française, il se fit naturaliser français et fut créé, en 1828, duc et pair de France par ordonnance royale de Charles X. Auteur de la branche des ducs français d'Arenberg, il eut, de son mariage avec Alix de Talleyrand-Périgord, trois enfants.